# هیدئو کوجیما
هیدئو کوجیما (به ژاپنی: 小島 秀夫 Kojima Hideo) (زاده ۲۴ اوت سال ۱۹۶۳ میلادی) نویسنده، تهیه‌کننده، کارگردان و طراح بازی‌های ویدئویی ژاپنی است که در گذشته، سخنگوی شرکت کونامی بوده‌است.
او از سال ۱۹۸۶ در زمینه طراحی بازی‌های ویدئویی فعالیت داشته و اکنون مدیریت استودیوی بازی‌سازی کوجیما پروداکشنز را بر عهده دارد.

## زندگی‌نامه
هیدئو کوجیما، در ۲۴ اوت سال ۱۹۶۳ در ستاگایا، توکیو، ژاپن متولد شد. پدر او یک دست فروش بود. زمانی که چهار سال داشت، همراه با خانواده‌اش به اوساکا مهاجرت کرد. خانواده او هر شب فیلم تماشا می‌کردند؛ اما او نمی‌توانست فیلم‌ها را تا آخر ببیند، چرا که پیش از اتمام فیلم به خواب می‌رفت.
وقتی کوجیما هنوز کوچک بود همراه با خانواده‌اش به شهر شیراساکی و متعاقباً به کاوانیشی، هیوگو در منطقه کانسای مهاجرت کرد. در ۱۳ سالگی پدرش را از دست داد. او در این باره گفت که «در نوجوانی مجبور بودم با مرگ پدرم روبه‌رو شوم». در ابتدا کوجیما به هنرپیشگی و تصویرگری علاقه‌مند بود ولی در ادامه، وی وارد عرصه نوشتن داستان‌های کوتاه شد. او داستان‌های خود را به مجلات ژاپنی می‌فرستاد ولی هیچ‌یک از مجلات، داستان‌های کوجیما را برای چاپ شدن مناسب ندانستند. داستان‌هایی که کوجیما برای مجلات می‌فرستاد، اغلب ۴۰۰ صفحه‌ای بودند؛ در صورتی که مجلات، خواهان داستان‌هایی با حداکثر ۱۰۰ صفحه بودند. او سپس در دانشگاه رشته اقتصاد خواند و در وقت آزاد خود به همراه یکی از دوستانش که یک دوربین ۸ میلیمتری داشت، فیلمسازی را آغاز کرد.

## فعالیت حرفه‌ای
کوجیما در مصاحبه با شبکه تلویزیونی جی۴ گفته ‌است زمانی که در دانشگاه در رشته اقتصاد تحصیل می‌کرد، اوقات فراغتش را با بازی ویدئویی و بیشتر با نینتندو فَمیکام پر می‌کرده‌است. در سال چهارم دانشگاه با اعلام این خبر که می‌خواهد به صنعت بازی‌سازی بپیوندد، همه را متحیر کرد؛ این در حالی بود که در ابتدا وی رؤیای کارگردانی را در سر می‌پروراند.
او در سال ۱۹۸۶ وارد کونامی شد و پروژه بازی متال گیر را آغاز کرد. این بازی در سال ۱۹۸۷ در ژاپن و در بعضی از نقاط اروپا عرضه شد. نتیجه کار فوق‌العاده بود و سازندگان این بازی بر آن شدند که عناوینی دیگر از این بازی موفق را نیز بسازند. با انتشار متال گیر سالید (Metal Gear Solid) بر روی کنسول پلی‌استیشن، شهرت کوجیما بین‌المللی شد و وی به عنوان فردی مشهور در بین رسانه‌های بازی مطرح شد. تاکنون بازی‌های زیادی از سری موفق متال گیر منتشر شده‌است
پس از جدایی از کونامی، کوجیما در ۱۶ دسامبر ۲۰۱۵ اعلام کرد که استودیو کوجیما پروداکشنز به عنوان یک استودیو مستقل، تأسیس شده‌است و نخستین بازی این استودیو یعنی دث استرندینگ در سال ۲۰۱۹ منتشر شد.
در ۱۰ نوامبر ۲۰۱۹، کوجیما برنده دو جایزه ثبت جهانی گینس برای بیشترین تعداد دنبال‌کننده به عنوان یک کارگردان بازی ویدئویی در توئیتر و اینستاگرام شد.
همچنین جالب است بدانید از او به عنوان یک کاراکتر در بعضی بازی‌های ویدیویی از جمله سایبرپانک استفاده شده‌است.

## آثار و فعالیت‌ها

### سری متال گیر
برای اطلاعات بیشتر در این زمینه، سری متال گیر را ببینید
| سال  | بازی                                                   | نقش‌ها    | نقش‌ها     | نقش‌ها   | نقش‌ها | سیستم‌ها                                                                      |
| سال  | بازی                                                   | کارگردان | تهیه‌کننده | نویسنده | طراح  | سیستم‌ها                                                                      |
| ---- | ------------------------------------------------------ | -------- | --------- | ------- | ----- | ---------------------------------------------------------------------------- |
| ۱۹۸۷ | متال گیر                                               | آری      |           | آری     | آری   | ۱۹۸۷: ام‌اس‌ایکس۲، ۲۰۰۴: موبایل، ۲۰۰۵: پی‌اس۲، ۲۰۰۶: پی‌اس۳، ۳۶۰، پلی‌استیشن ویتا |
| ۱۹۹۰ | متال گیر ۲: سالید اسنیک                                | آری      |           | آری     | آری   | ۱۹۹۰: ام‌اس‌ایکس۲، ۲۰۰۴: موبایل، ۲۰۰۵: پی‌اس۲، ۲۰۱۱: پی‌اس۳، ۳۶۰، پلی‌استیشن ویتا |
| ۱۹۹۸ | متال گیر سالید                                         | آری      | آری       | آری     | آری   | ۱۹۹۸: پی‌اس                                                                   |
| ۱۹۹۹ | متال گیر سالید: انتگرال                                | آری      | آری       | آری     | آری   | ۱۹۹۹: پی‌اس، ۲۰۰۰: مایکروسافت ویندوز                                          |
| ۲۰۰۰ | متال گیر سالید: شبح بابل                               |          | آری       |         |       | ۲۰۰۰: جی‌بی‌سی                                                                 |
| ۲۰۰۱ | متال گیر سالید ۲: پسران آزادی                          | آری      | آری       | آری     | آری   | ۲۰۰۱: پی‌اس۲، ۲۰۱۱: پی‌اس۳، ۳۶۰                                                |
| ۲۰۰۲ | اسناد متال گیر سالید ۲                                 | آری      | آری       |         |       | ۲۰۰۲: پی‌اس۲                                                                  |
| ۲۰۰۲ | متال گیر سالید ۲: سابستنس                              | آری      | آری       | آری     | آری   | ۲۰۰۲: اکس‌باکس، ۲۰۰۳: پی‌اس۲، مایکروسافت ویندوز                                |
| ۲۰۰۴ | متال گیر سالید: زوج اسنیک                              |          | آری       | آری     |       | ۲۰۰۴: جی‌سی‌ان                                                                 |
| ۲۰۰۴ | متال گیر سالید ۳: اسنیک ایتر                           | آری      | آری       | آری     | آری   | ۲۰۰۴: پی‌اس۲، ۲۰۱۱: پی‌اس۳، ۳۶۰                                                |
| ۲۰۰۴ | متال گیر اسید                                          |          | آری       |         |       | ۲۰۰۴: پی‌اس‌پی                                                                 |
| ۲۰۰۵ | متال گیر اسید ۲                                        |          | آری       |         |       | ۲۰۰۵: پی‌اس‌پی                                                                 |
| ۲۰۰۵ | متال گیر سالید ۳: سابسیستنس                            | آری      | آری       | آری     | آری   | ۲۰۰۵: پی‌اس۲                                                                  |
| ۲۰۰۶ | متال گیر سالید: رمان گرافیکی دیجیتال                   | آری      | آری       |         |       | ۲۰۰۶: پی‌اس‌پی                                                                 |
| ۲۰۰۶ | متال گیر سالید: پرتابل آپس                             |          | آری       |         |       | ۲۰۰۶: پی‌اس‌پی                                                                 |
| ۲۰۰۷ | متال گیر سالید: پرتابل آپس پلاس                        |          | آری       |         |       | ۲۰۰۷: پی‌اس‌پی                                                                 |
| ۲۰۰۷ | متال گیر سالید ۲: نوار دساین                           | آری      | آری       |         |       | ۲۰۰۷: دی‌وی‌دی                                                                 |
| ۲۰۰۸ | متال گیر سالید موبایل                                  |          | آری       |         |       | ۲۰۰۸: موبایل                                                                 |
| ۲۰۰۸ | متال گیر اسید موبایل                                   |          | آری       |         |       | ۲۰۰۸: موبایل                                                                 |
| ۲۰۰۸ | متال گیر سالید ۴: سلاح‌های میهن‌پرستان / متال گیر آنلاین | آری      | آری       | آری     | آری   | ۲۰۰۸: پی‌اس۳                                                                  |
| ۲۰۰۸ | متال گیر آنلاین؛ بسته تکمیلی ژن                        |          | آری       |         |       | ۲۰۰۸: پی‌اس۳                                                                  |
| ۲۰۰۸ | متال گیر آنلاین: بسته تکمیلی مم                        |          | آری       |         |       | ۲۰۰۸: پی‌اس۳                                                                  |
| ۲۰۰۹ | متال گیر آنلاین: بسته تکمیلی صحنه                      |          | آری       |         |       | ۲۰۰۹: پی‌اس۳                                                                  |
| ۲۰۰۹ | متال گیر سالید تاچ                                     |          | آری       |         |       | ۲۰۰۹: آی‌اواس                                                                 |
| ۲۰۱۰ | متال گیر آرکید                                         |          | آری       |         |       | ۲۰۱۰: بازی آرکید                                                             |
| ۲۰۱۰ | متال گیر سالید: رهرو صلح                               | آری      | آری       | آری     | آری   | ۲۰۱۰: پی‌اس‌پی، ۲۰۱۱: پی‌اس۳، ۳۶۰                                               |
| ۲۰۱۱ | متال گیر سالید مجموعه اچ‌دی                             | آری      | آری       | آری     |       | ۲۰۱۱: پی‌اس۳، ۳۶۰، پلی‌استیشن ویتا                                             |
| ۲۰۱۲ | متال گیر سالید: اسنیک ایتر سه‌بعدی                      | آری      | آری       | آری     |       | ۲۰۱۲: ۳دی‌اس                                                                  |
| ۲۰۱۳ | متال گیر طلوع: انتقام دوباره                           |          | آری       |         |       | ۲۰۱۳: پی‌اس۳، ۳۶۰، مایکروسافت ویندوز                                          |
| ۲۰۱۴ | متال گیر سالید: گراند زیروز                            | آری      | آری       | آری     | آری   | ۲۰۱۴: پی‌اس۴، پی‌اس۳، اکس‌باکس وان، ۳۶۰، مایکروسافت ویندوز                      |
| ۲۰۱۵ | متال گیر سالید ۵: فانتوم پین                           | آری      | آری       | آری     | آری   | ۲۰۱۵: پی‌اس۴، پی‌اس۳، اکس‌باکس                                                  |

### کارهای دیگر
| سال            | عنوان                        | به عنوان | به عنوان | به عنوان  |
| سال            | عنوان                        | کارگردان | نویسنده  | طراح بازی |
| -------------- | ---------------------------- | -------- | -------- | --------- |
| ۱۹۸۸           | اسنتچر                       | Yes      | Yes      | Yes       |
| ۱۹۹۰           | اس دی اسنتچر                 | N        | Yes      | N         |
| ۱۹۹۴           | پلیس ناتس                    | Yes      | Yes      | Yes       |
| ۲۰۰۳           | بوکتای: خورشید در دستان توست | N        | N        | Yes       |
| ۲۰۱۴           | پی. تی                       | Yes      | N        | Yes       |
| ۲۰۱۹           | دث استرندینگ                 | Yes      | Yes      | Yes       |
| ۲۰۲۵           | دث استرندینگ ۲: در ساحل      | Yes      | Yes      | Yes       |
| اعلام خواهد شد | اودی                         | Yes      | Yes      | Yes       |

### صداپیشگی
| سال  | عنوان                                | پست                          | منابع  |
| ---- | ------------------------------------ | ---------------------------- | ------ |
| ۱۹۹۴ | پلیس ناتس                            | AP officer no.2 (uncredited) |        |
| ۱۹۹۹ | متال گیر سالید: ماموریت‌های VR        | جنولا                        |        |
| ۲۰۰۸ | متال گیر سالید ۴: سلاح‌های میهن‌پرستان | گاد (به جای خودش)            | [ ۱۴ ] |
| ۲۰۰۸ | متال گیر آنلاین                      | بعضی از سربازان              |        |
| ۲۰۱۰ | کسلوانیا: اربابان سایه               |                              |        |
| ۲۰۱۴ | متال گیر سالید: گراند زیروز          | به جای خودش                  | [ ۱۴ ] |
| ۲۰۱۵ | متال گیر سالید ۵: فانتوم پین         | به جای خودش                  | [ ۱۴ ] |
| ۲۰۱۹ | کنترل                                | دکتر یوشیمی توکوی            | [ ۱۵ ] |
| ۲۰۲۰ | سایپرپانک ۲۰۷۷                       | اوشیما                       | [ ۱۶ ] |